# Leptocerus cherrensis
Leptocerus cherrensis är en nattsländeart som beskrevs av Douglas E. Kimmins 1963. Leptocerus cherrensis ingår i släktet Leptocerus och familjen långhornssländor. Inga underarter finns listade i Catalogue of Life.